# قائمة مغتالين لبنانيين
هذه قائمة تضم الكثير، (وليس الكل) لشخصيات سياسية لبنانية تم اغتيالها:
- فؤاد جنبلاط - زعيم منطقة قضاء الشوف، ووالد كمال جنبلاط (اغتيل في وقت لاحق كذلك). اغتيل في 6 أغسطس 1921.
- رياض الصلح - أول رئيس وزراء في لبنان. اغتيل في 17 يوليو 1951.
- معروف سعد - رئيس بلدية صيدا ومؤسس التنظيم الشعبي الناصري في لبنان. قتل برصاص قناص في 26 فبراير 1975 وتوفي في 6 مارس 1975.[1] انظر الحرب الأهلية اللبنانية.
- كمال جنبلاط - مؤسس الحزب التقدمي الاشتراكي. اغتيل في 16 مارس 1977.[2]
- طوني فرنجية - نجل الرئيس السابق سليمان فرنجية. اغتيل في 13 يونيو 1978، فيما عُرف باسم مجزرة إهدن.[2]
- سليم اللوزي - صحفي. اغتيل في وقت ما بين 24 فبراير و6 مارس 1980.[2]
- رياض طه - صحفي ورئيس الجمعية اللبنانية للنشر. اغتيل في 23 يوليو 1980.[3]
- بشير الجميل - الرئيس السابق المنتخب، مؤسس القوات اللبنانية ، نجل بيار الجميل. اغتيل في 14 سبتمبر 1982.
- الشيخ أحمد عساف - رجل دين سني لبناني. اغتيل في أبريل 1982.[4]
- راغب حرب - من قادة المقاومة في لبنان. ورجل دين مسلم، اغتيل يوم 16 فبراير عام 1984.
- صبحي الصالح - رئيس المجلس الأعلى الإسلامي اللبناني. اغتيل في أكتوبر 1986.[2]
- رشيد كرامي - رئيس الوزراء السابق. اغتيل يوم 1 يونيو 1987.[5]
- محمد شقير - مستشار الرئيس السابق أمين الجميل. اغتيل في 2 أغسطس عام 1987.[6]
- حسن خالد - المفتي العام للجمهورية اللبنانية. اغتيل في 16 مايو 1989.[4]
- ناظم القادري - عضو في مجلس النواب اللبناني. اغتيل في 22 سبتمبر 1989.[2]
- رينيه معوض - الرئيس اللبناني التاسع. اغتيل في 22 نوفمبر عام 1989.
- داني شمعون - زعيم حزب الوطنيين الأحرار، والنجل الأصغر للرئيس السابق كميل شمعون. اغتيل في 21 أكتوبر 1990.
- عباس الموسوي - زعيم حزب الله. اغتيل في 16 فبراير 1992.
- إيلي حبيقة - قائد ميليشيا، سياسي. اغتيل في 24 يناير 2002.
- رمزي عيراني - طالب ممثل القوات اللبنانية في الجامعة اللبنانية. اغتيل في 7 مايو 2002.
- رفيق الحريري - رئيس وزراء لبنان السابق. اغتيل في 14 فبراير 2005.
- باسل فليحان - وزير اسابق، اغتيل في 14 فبراير 2005.
- سمير قصير - أستاذ جامعي وصحفي ومؤرخ. اغتيل في 2 يونيو 2005.
- جورج حاوي - الأمين العام للحزب الشيوعي اللبناني. اغتيل في 21 يونيو 2005.
- جبران تويني - سياسي ومحرر صحقي. اغتيل في 12 ديسمبر 2005.
- بيار أمين الجميل - وزير الصناعة وزعيم حزب الكتائب. اغتيل في 21 نوفمبر 2006.
- وليد عيدو - عضو البرلمان. اغتيل في 13 يونيو 2007.
- أنطوان غانم - عضو البرلمان. اغتيل في 19 سبتمبر 2007.
- فرانسوا الحاج - العميد في الجيش اللبناني. اغتيل في 12 ديسمبر 2007.
- وسام عيد - ضابط في قوى الأمن الداخلي التحقيق في اغتيال الحريري عام 2005. اغتيل في 25 يناير 2008.
- عماد مغنية - عضو بارز في حزب الله. اغتيل في 12 فبراير 2008.
- صالح العريضي - القيادي في الحزب الديمقراطي اللبناني. اغتيل في 10 سبتمبر 2008.
- وسام الحسن ، رئيس لشعبة المعلوماتفي قوى الأمن الداخلي. اغتيل في 19 أكتوبر 2012.[7]
- حسان اللقيس- - كان القائد العسكري لحزب الله. اغتيل بين 3 و 4 ديسمبر 2013.
- محمد شطح - وزير المالية اللبناني السابق وأحد منتقدي سوريا وحزب الله. مستشار كبير للسياسي المستقبل السني سعد الحريري. اغتيل في 27 ديسمبر 2013.
- لقمان سليم - كاتب وناشر وناشط سياسي وأحد منتقدي حزب الله. اغتيل في 4 فبراير 2021.[8][9]
- حسن نصرالله -  في يوم الجمعة 24 ربيع الأول 1446هـ الموافق 27 سبتمبر (أيلول) 2024م، شنَّت القوات الجوية الإسرائيلية غارة جوية على مقرِّ حزب الله في ضاحية بيروت الجنوبية، وبحسب ما ورد استهدفت حسن نصر الله. وأعلنت وِزارةُ الصحة اللبنانية مقتل شخصين وإصابة 78 آخرين في أعقاب الغارة. ونفى حزب الله أولًا أن يكون نصر الله هو هدفَ الغارة الجوية